# Chain O' Lakes-King
Chain O' Lakes-King és una concentració de població designada pel cens dels Estats Units a l'estat de Wisconsin. Segons el cens del 2000 tenia 2.215 habitants.

## Demografia
Segons el cens del 2000, Chain O' Lakes-King tenia 2.215 habitants, 623 habitatges, i 439 famílies. La densitat de població era de 198,4 habitants per km².
Dels 623 habitatges en un 23,4% hi vivien nens de menys de 18 anys, en un 60,2% hi vivien parelles casades, en un 5,6% dones solteres, i en un 29,4% no eren unitats familiars. En el 23,8% dels habitatges hi vivien persones soles el 9,1% de les quals corresponia a persones de 65 anys o més que vivien soles. El nombre mitjà de persones vivint en cada habitatge era de 2,29 i el nombre mitjà de persones que vivien en cada família era de 2,67.
Per edats la població es repartia de la següent manera: un 13,2% tenia menys de 18 anys, un 4,3% entre 18 i 24, un 15,3% entre 25 i 44, un 24,2% de 45 a 60 i un 43% 65 anys o més.
L'edat mediana era de 59 anys. Per cada 100 dones de 18 o més anys hi havia 154,7 homes.
La renda mediana per habitatge era de 44.327 $ i la renda mediana per família de 57.991 $. Els homes tenien una renda mediana de 41.027 $ mentre que les dones 25.268 $. La renda per capita de la població era de 23.490 $. Aproximadament el 3,9% de les famílies i el 3,7% de la població estaven per davall del llindar de pobresa.